# الیوت وایتهاوس
الیوت وایتهاوس (انگلیسی: Elliott Whitehouse؛ زادهٔ ۲۷ اکتبر ۱۹۹۳) بازیکن فوتبال اهل بریتانیا است.
از باشگاه‌هایی که در آن بازی کرده‌است می‌توان به باشگاه فوتبال لینکولن سیتی، باشگاه فوتبال فارست گرین راورز، باشگاه فوتبال شفیلد یونایتد، باشگاه فوتبال هالیفاکس تاون، باشگاه فوتبال گریمزبی تاون، باشگاه فوتبال نوتس کانتی، باشگاه فوتبال نانیتون تاون، باشگاه فوتبال آلفرتون تاون، و باشگاه فوتبال یورک سیتی اشاره کرد.
وی همچنین در تیم ملی فوتبال تیم سی فوتبال ملی انگلیس بازی کرده‌است.